# Gjellerup Kirke
 Ikke at forveksle med Gellerup Kirke.
Gjellerup Kirke er en kirke i Gjellerup 5 km øst for Hernings centrum. Over den nu tilmurede mandsdør mod syd ligger et tympanon, som fortæller, at kirken er opført i 1140. Den latinske tekst lyder:
ANNO M.C.XL. INCARNATIONIS DNI EST HIC FUNDATA SUB HONORE DEI DOMUS ISTA
Oversat til dansk står der: ”I året 1140 efter Herrens inkarnation er her grundlagt til Guds ære dette hus.” 

## Historie
Gjellerup Kirke er indviet til Sankt Laurentius og fik ved indvielsen navnet Sct. Laurentii Kirke. Kirken bærer som en af de få landsbykirker fortsat dette navn som reminiscens fra kirkens katolske fortid. Den 10. august er det Sankt Laurentii dag, og Gjellerup Kirke fejrer stadigvæk dagen som sin fødselsdag. 
Kirken har muligvis været opført af en stormand og har sammen med Snejbjerg Kirke og Rind Kirke været én af de tidligste kirker i området, hvilket ud over kirkernes størrelse begrundes i, at alle tre kirkers portaler afsluttes foroven af rundbuede tympanonfelter med kors ligesom stiftskirken i Ribe.
Placeringen i Gjellerup frem for i herredsbyen Hammerum kan muligvis skyldes, at Gjellerup på daværende tidspunkt var den største by i området.
Bygmesteren er muligvis den samme som for Ribe Domkirke. Det berettes således, at man i 1130'erne på grund af borgerkrig i landet, der udsprang af mordet på Knud Lavard, ikke kunne få tufsten frem til domkirken, hvorfor bygmesteren drog til Gjellerup for at opføre kirken her.

## Kirkebygningen
Selve kirkebygningen minder meget om de øvrige kvaderstenskirker, men er noget større, og har også rester efter både et romansk tårn og et herskabspulpitur. I gotisk tid er kirken blevet forsynet med hvælv. Tagkonstruktionen er dendrokronologisk dateret til omkring år 1300.

### Indgangsportalerne
Både nord- og syddør er forsynet med tympanonfelter over dørene. Den nordre beretter om, at "Den, der brødefuld træder ind i denne hal, afkaster denne brøde og det, som den fromme retsindigt beder, bønhører Gud". Over syddøren findes derimod kirkens dåbsattest i inskriptionen. På latin står der: ”ANNO M.C.XL. INCARNATIONIS DNI EST HIC FUNDATA SUB HONORE DEI DOMUS ISTA”. Oversættelsen lyder: ”I år 1140 efter Herrens inkarnation er her grundlagt til Guds ære dette hus”. Ingen andre danske kirker af granitkvadre har sådan en indskrift, og det gør Gjellerup Kirke til noget ganske særligt.
Kirken er dog langt fra Danmarks ældste. Hvilken, der rent faktisk er ældst, kan dog ikke siges, men et godt bud kunne være Sankt Jørgensbjerg Kirke i Roskilde, hvor dele af skibets murværk kan føres tilbage til tiden omkring 1080, ligesom frådstenskrypten under den første Aarhus Domkirke [Vor Frue] ligeledes kan føres tilbage til 1000-tallets sidste fjerdedel, og koret på Jelling Kirke er i nyere tid blevet tolket som skibet i en kirke fra 1000-tallets slutning.

### Korsarmen
Korsarmen, der blev overhvælvet sammen med resten af kirken, er sandsynligvis et tidligere sakristi.

### Tårnet
I senmiddelalderen blev opført et gotisk tårn af munkesten på det oprindeligt romanske tårnfundament af granitkvadre.

### Våbenhus
Våbenhuset blev opført i 1894, hvor det erstattede et ældre våbenhus.